# Camellia pachyandra
Camellia pachyandra är en tvåhjärtbladig växtart som beskrevs av Hu Hsien-Hsu. Camellia pachyandra ingår i släktet Camellia och familjen Theaceae. Inga underarter finns listade i Catalogue of Life.